# Laguna Isireri
La laguna Isireri es una laguna boliviana de agua dulce ubicada en la provincia de Moxos del departamento del Beni a una altitud de 258 m s. n. m. Tiene unas dimensiones de 6 km de largo por 5,6 kilómetros de ancho y una superficie de 19,3 km². La ciudad de San Ignacio de Moxos se encuentra en su orilla este.

## Leyenda
Según la leyenda, Isireri era un niño de nueve años que acompañaba a su madre a lavar ropa a un lugar húmero cercano a su hogar. Un día, al finalizar la tarde, la madre de Isireri comenzó a llamarlo a gritos pues no lo encontraba por ninguna parte. Después de un momento, la madre escuchó la voz de su hijo diciéndole "¡Meme chicha!, ¡meme chicha!" (mamita, mamita) pero luego cundió el silencio. Poco después, la mujer presenció cómo el lugar se llenaba de agua y corrió a pedir ayuda a su aldea. Al volver con otros pobladores, todos vieron sorprendidos que el sitio se había convertido en una inmensa laguna de aguas cristalinas. El niño, sin embargo, no apareció nunca más, razón por la cual decidieron nombrar a la laguna Isireri en honor al niño, a quien además nombraron "jichi" o espíritu tutelar del cuerpo de agua. Desde entonces se asumió que el pequeño se había convertido en una gran anaconda.

## Galería

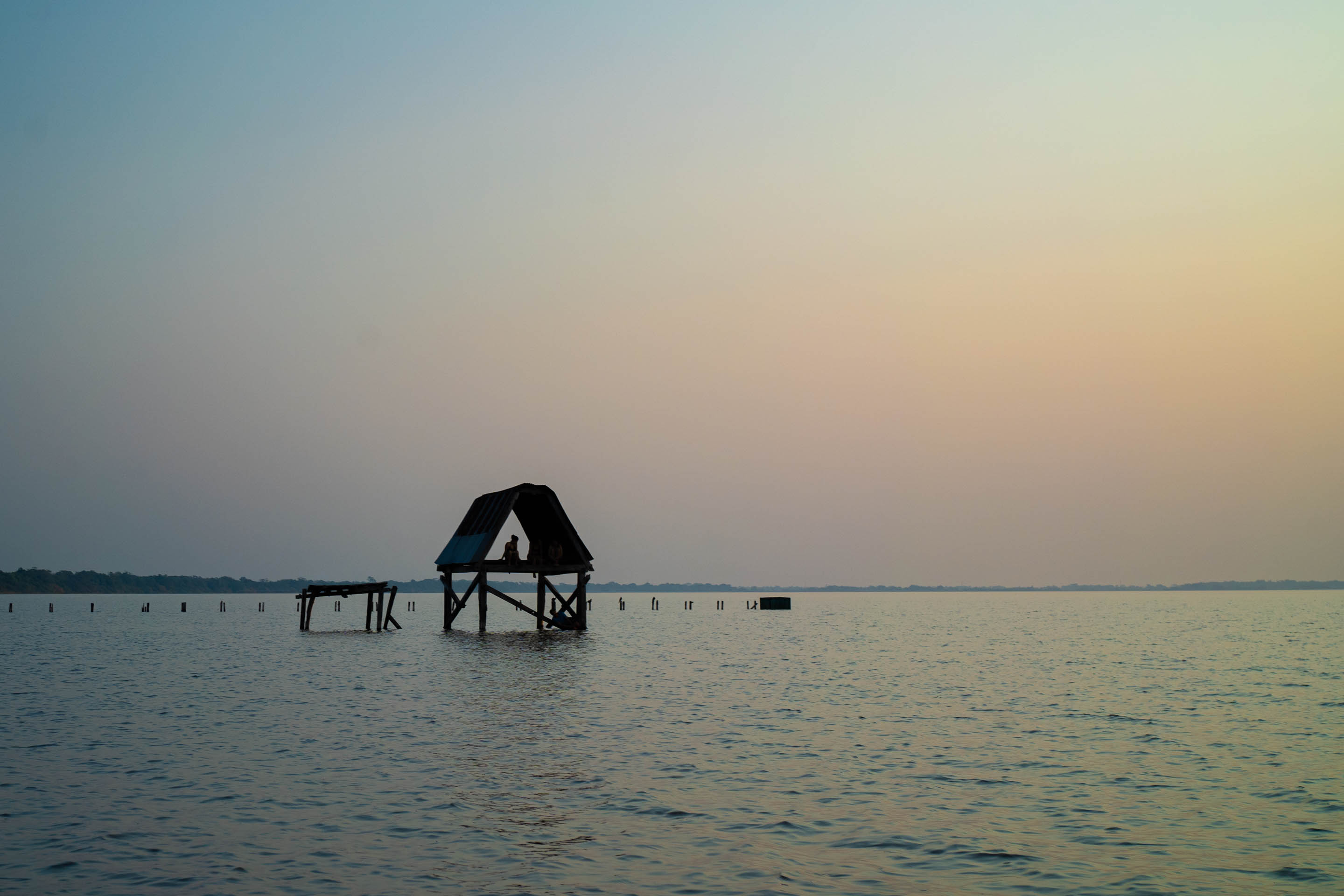
Atarceder en la laguna
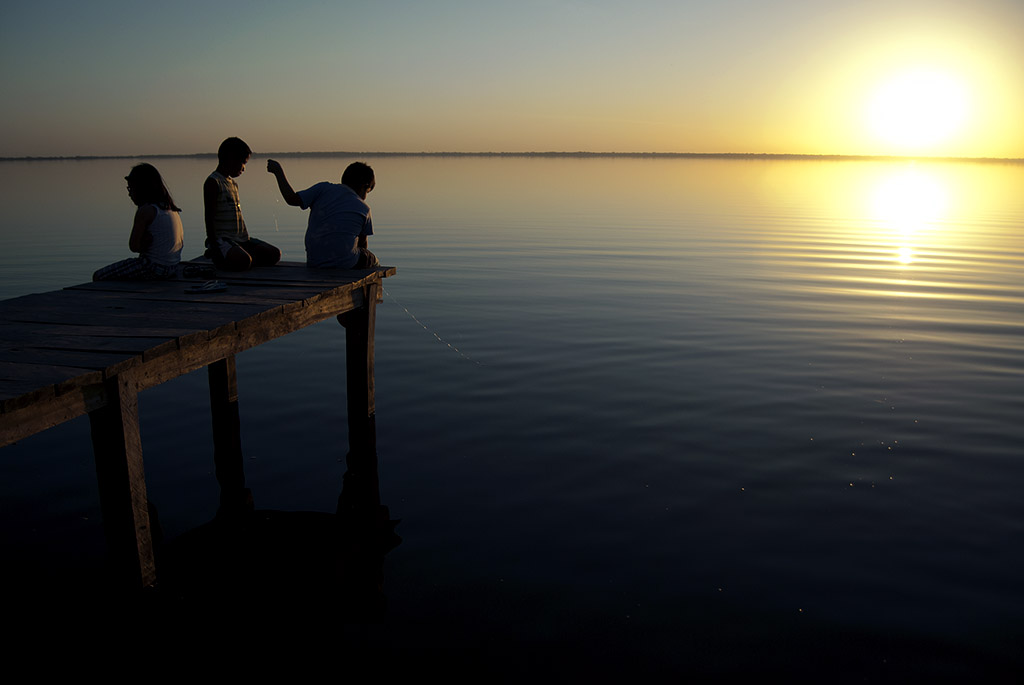
Niños pescando en la laguna
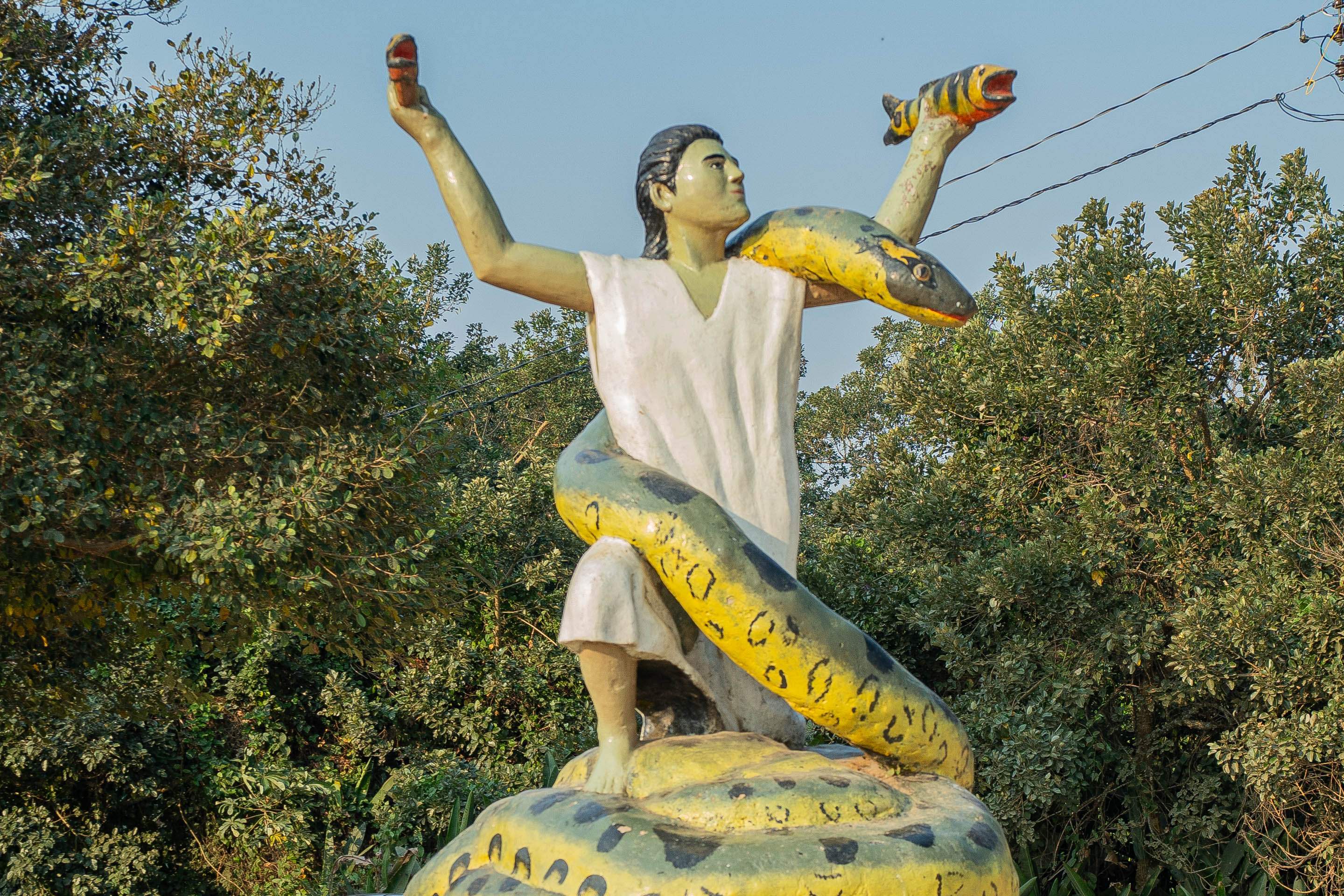
Monumento a Isireri